# Kepler-70c
Kepler-70c (anteriormente denominado KOI-55.02;  por vezes listado como KOI-55 c) é um planeta descoberto a orbitar a estrela subanã B (sdB) Kepler-70. Orbita a sua hospedeira juntamente com outro planeta, Kepler-70b,  ambos os quais orbitam muito próximo da sua estrela hospedeira. Kepler-70c completa uma órbita em torno da sua estrela em apenas 8,232 horas. Também é um dos exoplanetas mais quentes até meados de 2013. Tem uma alta densidade, o que sugere que é composto em grande parte de metais.